# ایرارا
ایرارا (به پرتغالی: Irará) یک منطقهٔ مسکونی در برزیل است که در باهیا واقع شده‌است. ایرارا ۲۶۷٫۸۸ کیلومتر مربع مساحت و ۲۹٬۱۷۳ نفر جمعیت دارد و ۲۸۳ متر بالاتر از سطح دریا واقع شده‌است.